# Mingrelisches Rotvieh
Das Rote Mingrelische Rind ist eine Rinderrasse aus Georgien.

## Herkunft
Es handelt sich um eine lokale Untergruppe des Kaukasischen Rinds und repräsentiert die Gruppe Kleiner Kaukasus.

## Charakteristika
- starke Konstitution, kompakte Form
- Gewicht: Kühe 280 bis 320 kg, Stiere 450 bis 480 kg
- Farbe: rot in verschiedenen Schattierungen
- Eignung für Weidehaltung, gute Ausnutzung des Futters
- Anpassung an das extreme Kaukasus-Klima
- Krankheitsresistenz